# Secteurs institutionnels
Un secteur institutionnel est un ensemble d'unités institutionnelles ayant une même fonction économique principale.

## Définition
Le secteur institutionnel peut se définir comme le regroupement que fait la comptabilité nationale des unités institutionnelles ayant des comportements économiques similaires caractérisés par leur fonction principale et la nature de leur activité. Il y a cinq secteurs institutionnels : les ménages (y compris les entreprises individuelles), les sociétés non financières, les sociétés financières (institutions financières et entreprises d'assurances), les administrations publiques (administrations centrales, administrations locales et administrations de sécurité sociale), les institutions sans but lucratif au service des ménages, et le reste du monde.

## Enjeux du secteur institutionnel
Il existe dans l'économie réelle, une multitude d'agents économiques dont les caractéristiques sont très différentes les unes des autres : PME, entreprises multinationales, familles avec deux enfants (ou plus), hôpitaux publics, célibataires, cliniques privées, clubs sportifs, associations loi de 1901, etc.. Pour faciliter les mesures statistiques et les descriptions, l'Insee regroupe tous ces agents en catégories appelées secteurs institutionnels. Les secteurs institutionnels sont formés selon la nature des activités et la fonction principales de ces secteurs.

## Secteur institutionnel et comptabilité nationale
Le nouveau système de comptabilité nationale se conforme au cadre comptable du système européen de comptabilité. Il distingue ainsi cinq secteurs résidents :
- les sociétés non financières

Leur fonction principale est la production de biens et de services marchands.
- les sociétés financières

Elles regroupent les banques (Banque Centrale ; banques de second rang, etc.) et les entreprises d'assurance. Les banques collectent et prêtent les fonds ; les sociétés d'assurance assurent, c'est-à-dire qu'elles transforment un risque individuel en risque collectif.
- les administrations publiques

On y trouve les administrations publiques centrales (État et ODAC - Organismes Dépendant des Administrations Centrales) ; les administrations publiques locales (communes, départements, régions et autres niveaux intermédiaires) et les administrations de Sécurité sociale (régimes d'assurance sociale, hôpitaux publics, etc.). Les administrations publiques opèrent la répartition des revenus (par l'intermédiaire du système fiscal et social) et fournissent des services non marchands (à titre gratuit ou quasi gratuit).
- les ménages et entrepreneurs individuels

Dans la mesure où il est quasi impossible de distinguer le revenu de l'entrepreneur individuel de son revenu personnel, les deux sous-secteurs sont regroupés. Les ménages ont pour fonction principale la consommation de biens et services, alors que les entrepreneurs individuels produisent des biens et services marchands.
- les Institutions Sans But Lucratif au Service des Ménages (ISBLSM). Anciennement appelées administrations privées, elles regroupent les agents qui fournissent des services non marchands. On y trouve pêle-mêle les associations, la plupart des clubs sportifs, les partis politiques, les syndicats, les organisations religieuses, etc.

Ces cinq secteurs institutionnels ont un point commun : ils sont composés d'agents résidents, c'est-à-dire d'agents économiques installés sur le territoire depuis un an au moins (sans distinction de nationalité d'origine).
Les agents non résidents, c'est-à-dire installés hors du territoire, sont regroupés dans un ensemble appelé Reste du Monde. On y trouve ainsi les ambassades étrangères installées en France, les entreprises françaises installées à l'étranger, les travailleurs frontaliers, etc.
Les relations entre le secteur résident et le Reste du Monde sont résumées, en ce qui concerne les flux physiques, par les importations et les exportations.